# Джи-фанк
Джи-фанк (англ. G-Funk, сокр. от gangsta-funk) — стиль хип-хопа Западного побережья, возникший в начале 1990-х годов под сильным влиянием фанк-звучания 70-х годов таких исполнителей, как Parliament-Funkadelic.

## Характеристика
Джи-фанк (который использует фанк с искусственно изменённым темпом) включает в себя многоуровневые и мелодические синтезаторы, медленные гипнотические грувы, глубокий бас, фоновый женский вокал, обширное семплирование мелодий P-Funk и ведущую часть синтезатора пилообразной волны высокого портаменто. Обычно джи-фанк биты имеют темп от 80 до 100 BPM.
Лирическое содержание базируется на формации гангста-рэпа и может затрагивать темы наркотиков, любви к городу, сцену которого представляет исполнитель и любви к друзьям и состоять из расслабляющих слов. Иногда лирика, как и в хип-хопе Западного побережья вообще, может содержать элементы политического хип-хопа, осознанного хип-хопа и хорроркора. Также часто может задействоваться невнятный «ленивый» или «плавный» способ чтения рэпа, чтобы прояснить слова и оставаться в ритмической каденции. Иногда джи-фанк звук заимствуется исполнителями из других направлений. Например, такое заметно у Geto Boys, исполняющих южный хип-хоп, и у Bone Thugs-n-Harmony, творчество которых связано с мидвест-рэпом.
Джи-фанк вместе с mobb music стали определяющими элементами для Западного побережья в 1990-х годах. Благодаря им это направление стало легче отличить от музыки конкурирующей хип-хоп сцены Восточного побережья. Плавное (хоть и далеко не всегда) звучание джи-фанка создало некий стереотип об уличной культуре Южной Калифорнии. Хип-хоп Восточного побережья же полностью делал упор на хардкор-рэп.
В отличие от других более ранних хип-хоп групп, которые также использовали фанк-сэмплы, такие как EPMD и The Bomb Squad, джи-фанк использует меньше прямых сэмплов в песнях. Музыкальный теоретик Адам Кримс описал джи-фанк как «стиль хип-хопа Западного побережья, музыкальные треки которого имеют тенденцию использовать „живые“ инструменты, тяжелые басы и клавишные, с минимальным (а иногда и без) семплированием и частыми условными гармоническими прогрессиями». Dr. Dre, один из основателей джи-фанка, обычно использует живые инструменты для воссоздания оригинальных музыкальных сэмплов. Это позволило ему создать своё собственное звучание, а не копии оригинальных композиций.
Джи-фанк получил огромную популярность в хип-хопе в период 1990-х. Данный стиль зародился в округе Лос-Анджелес, но образовался от другого более раннего поднаправления, возникшего в районе залива Сан-Франциско, в середине-конце 1980-х годов, которое именовалось как Mobb Music. Первыми исполнителями моба стали такие рэперы, как E-40 и Too $hort. В это время Too $hort экспериментировал с зацикливанием звуков из классических композиций P-Funk поверх тяжелых басов. В отличие от моба из Северной Калифорнии, джи-фанк из Южной Калифорнии использовал больше синтезаторов портаменто и меньше «живых» инструментов. Ленивая, и несколько протяжная читка Too $hort также оказала большое влияние на более поздних рэперов джи-фанка, таких как Snoop Dogg.

## История стиля и его истоки

### Возникновение стиля
Первыми хип-хоп треками с несколько схожим для этого стиля звучанием являются синглы исполнителя The D.O.C. It’s Funky Enough и The Formula 1989 года, спродюсированные Dr. Dre. Первый сингл стал относительным хитом для жанра, достигнув 12-го места в чарте Hot R&B /Hip-Hop Songs. Однако эти синглы всё же не относятся к джи-фанку, поскольку биты в них основаны по большей части на прямых фанк сэмплах. Dr. Dre часто рассматривается слушателями как создатель джи-фанк звука, но на самом деле самым первым треком с полноценным джи-фанк звучанием является «Murder Rap» от группы Above The Law, который также вошёл в их дебютный альбом «Livin’ Like Hustlers» 1990 года. Альбом, как и сам сингл, был по большей части спродюсирован участниками группы, в особенности Cold187um и Go Mack, и именно они и являются основателями этого стиля. В 1991 году группой N.W.A. также был выпущен альбом «Niggaz4Life», некоторые треки в котором соответствовали раннему джи-фанк звучанию. Альбом занял первое место в чарте Billboard 200 и второе место в чарте Top R&B/Hip-Hop albums. В том же году дисс ушедшего из группы Ice Cube к самим N.W.A. «No Vaseline», который вошёл в альбом «Death Certificate», был выполнен в этом стиле. Название джи-фанку было дано продюсером Laylow из Lawhouse Production.

### В мейнстриме
1992 год стал годом прорыва для джи-фанка. Dr. Dre выпустил свой дебютный альбом «The Chronic», который получил огромный успех. В него вошли три сингла, которые вошли в топ 40: «Nuthin 'but a' G 'Thang», «Fuck Wit Dre Day», который является диссом на Eazy-E, и «Let Me Ride». Он также достиг номера 3 в чарте Billboard 200 и номера 1 в чарте Top R&B/Hip-Hop Albums. Альбом был в конечном итоге сертифицирован RIAA трижды платиновым в 1993 году за продажу трёх миллионов копий. Альбом также был выбран Библиотекой Конгресса для сохранения в Национальном реестре звукозаписи как «культурно, исторически или эстетически значимый» Хотя джи-фанк появился и раннее, выход «The Chronic» часто ошибочно считают началом существования этого стиля.

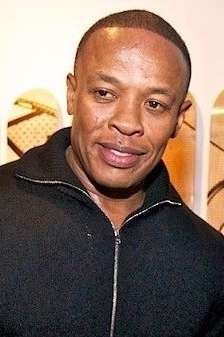
Доктор Дре считается главным популяризатором джи-фанка

В том же году было выпущено множество успешных песен и альбомов. Песни Ice Cube «It Was a Good Day» и «Check Yo Self» вошли в топ-10, заняв 15-е и 20-е места соответственно Обе песни были сертифицированы как минимум на золото. «It Was A Good Day» обычно занимает первое место в списках лучших композиций в стиле, считаясь «одним из лучших джи-фанк треков, когда-либо созданных». В 1993 году Snoop Dogg выпустил свой дебютный альбом «Doggystyle», который дебютировал под номером 1 в Billboard 200 и содержал хиты «Gin and Juice» и «What’s My Name?», Обе песни достигли 8-го места в Billboard Hot 100 Альбом был сертифицирован четырёхкратно платиновым, и оба сингла были сертифицированы золотыми. Eazy-E выпустил джи-фанк альбом «It’s On (Dr. Dre) 187um Killa», который занял 5-е место в Billboard 200 и содержал достигший 42-го места в чарте хит «Real Muthaphuckkin G’s», который был сделан в качестве ответа на дисс Dr. Dre «Fuck Wit Dre Day».
Популярность джи-фанка возросла ещё больше в 1994 году, особенно из-за песни Warren G «Regulate», которая была включена в саундтрек к фильму «Над кольцом». Сингл вошёл в топ-10 и занял 2-е место. Его альбом «Regulate…G Funk Era», который также содержал эту песню и ещё один хит «This D.J.», попал в десятку лучших альбомов 1994 года и занял 2-е место в Billboard 200. Популярный рэпер MC Hammer сменил в своей музыки танцевальный стиль на гангстерский и выбрал и звучание джи-фанка в своём альбоме «The Funky Headhunter»,, который содержал сингл «Pumps and a Bump», достигший 26-го места в чарте. Джи-фанк группа Thug Life при участии 2Pac выпустила свой первый и единственный альбом «Thug Life: Volume 1». Он достиг 42-го места в Billboard 200. В альбоме был один хит-сингл с «Cradle to the Grave». Он попал в чарты Hot R&B/Hip-Hop Songs и Hot Rap Songs, заняв в них 91-е и 25-е места соответственно.
В 1995 году 2Pac выпустил альбом «Me Against the World». Альбом достиг первого места в Billboard 200 и был сертифицирован дважды платиновым. Позже в том же году он выпустил песню, ставшую классикой джи-фанка — «California Love». Она была на А стороне в сингле «How Do U Want It». Песня заняла первое место в Billboard Hot 100. Coolio выпустил свой дебютный альбом «It Takes a Thief», который достиг 8-й строчки в чарте. В него вошёл хит «Fantastic Voyage», попавший на десятую строчку в чарте.
В 1996 году трио Westside Connection, состоящее из Ice Cube, WC и Mack 10, выпустило альбом «Bow Down». В него вошли два хит-сингла: одноимённый «Bow Down» и «Gangstas Make the World Go Round». Они достигли на 21-го и 40-го мест соответственно. Сам альбом занял 2-е место в Billboard 200 и был сертифицирован RIAA как платиновый в 1997 году. 2Pac выпустил альбом «All Eyez on Me», звук в котором был описан критиками как «пышный джи-фанк» и имеющий «коммерческий джи-фанк-блеск». Альбом, как и предыдущий «Me Against the World», занял первое место в чарте.
Warren G в 1997 году выпустил свой второй альбом «Take a Look Over Your Shoulder», который занял 11-е место в Billboard 200. В нём было два сингла: кавер на «I Shot the Sheriff», занявший 40-ю строчку в чарте, и «Smokin’ Me Out».
Другими рэперами, отметившимися в стиле джи-фанк, являются XL Middleton, Bone Thugs-N-Harmony, Kurupt, Daz Dillinger, Tha Dogg Pound, Nate Dogg, Mac Dre, Spice 1, South Central Cartel, Havoc & Prodeje, Compton’s Most Wanted, B.G. Knocc Out & Dresta, Rappin' 4-Tay и многие другие.

## За пределами Калифорнии
Несмотря на то, что джи-фанк использовался преимущественно в Калифорнии, это звучание использовалось во время его рассвета в 1990-х и другими американскими рэперами и коллективами из разных регионов США. В число наиболее известных таких исполнителей входят Outkast (Джорджия), G-Slimm (Луизиана), Bone-Thugs-n-Harmony (Огайо), Tela (Теннесси), Top Authority (Мичиган), E.S.G. (Техас) и DMG (Миннесота).

### Джи-фанк в южном хип-хопе
В 1990-х в Хьюстоне, штат Техас, на пике популярности стиля была сформирована небольшая, но заслуживающая внимания джи-фанк сцена, в которую входили такие исполнители, как Geto Boy, Blac Monks, E.S.G., 5th Ward Boyz, Street Military, Big Mello, Scarface, Ganksta N-I-P, Bushwick Bill, Big 50, 5th Ward Juvenilez и South Circle. У этих рэперов джи-фанк звук использовался вместе с лирической составляющей, свойственной для южного хип-хопа.

## Современный джи-фанк, влияние стиля
Популярность джи-фанка в мейнстриме хип-хопа Западного побережья в Южной Калифорнии продолжает оставаться высокой. Более того, в конце 2000-х-начале 2010-х от джи-фанка произошёл новый современный калифорнийский стиль, вдохновлённый хайфи музыкой из Области Залива Сан-Франциско, называемый джёркингом (позже гэнгслайдингом).
Рэпер их Среднего Запада Tech N9ne в своих ранних релизах использовал джи-фанк. Особенно это заметно в его втором студийном альбоме «The Worst», выпущенном в 2000 году. В его последующем альбоме «Anghellic» 2001 года джи-фанк использовался в гораздо меньшей степени.
Среди современных альбомов, содержащими треки в этом стиле, выделяются, например, «To Pimp A Butterfly» Кендрика Ламара, «Still Brazy» от YG, «Blank Face LP» и «CrasH Talk» от ScHoolboy Q, «Victory Lap» от Nipsey Hussle, «Hell Can Wait», «Big Fish Theory» от Винса Стейплса и «Harlan & Alondra» и «Superghetto» Buddy. В более раннем альбоме Кендрика Ламара «Good Kid m.A.A.d. City» присутствуют элементы этого звучания. Также стоит отметить таких исполнителей, как G Perico и Doggystyleeee. Джи-фанк также, что, возможно, удивительно, оказал некоторое влияние на развитие современного христианского хип-хопа и госпел-рэпа. Например альбомы христианских групп Gospel Gangstaz, God’s Original Gangstas и The CMC’s, которые имели относительно большой успех, содержат джи-фанк звучание.
Несмотря на то, что жанр появился в США, второе дыхание он приобрёл в Японии, где джи-фанк пользуется большой популярностью в хип-хоп среде. Среди японских артистов выделяются DS455, DJ Go и TWO-J.